# Двухцветный рамнузиум
Рамнузиум двухцветный, или усач двухцветный (лат. Rhamnusium bicolor) — вид жуков-усачей из подсемейства усачиков.

## Описание имаго
Длина тела взрослых насекомых 15—23 мм. Взрослые насекомые (жуки) от других представителей ближайших видов отличаются следующими признаками:
- бёдра светлые, самое большее зачернены на основании;
- пунктировка надкрылий менее морщинистая.

## Экология
Обитают в пойменных и нагорных лесах. Взрослые жуки встречаются на вытекающем соке на стволах деревьев. Личинки развиваются внутри различных лиственных деревьев, в том числе ива, тополь, вяз, конский каштан, липа, бук и другие. Преимущественно заселяют мёртвые деревья.
На личинок рамнузиума двухцветного охотятся проволочники жука-щелкуна Megapenthes lugens.

## Развитие
Полный цикл развития от кладки яйца до отмирания имаго длится два-три года.

## Изменчивость
Взрослые насекомые внутри вида могут отличаться друг от друга скульптурой (так, голова иногда в очень редкой пунктировке (в крошечных ямках в виде точек), иногда в довольно густой пунктировке в задней части, пунктировка переднеспинки бывает то редкой и равномерной, то более густой на буграх диска или вблизи основания и так далее) и чрезвычайно изменчивой окраской.
- R. b. f. typica — тело красно-жёлтое, надкрылья синие, эпиплевры в передней трети жёлтые. Среднегрудь и заднегрудь чёрные. Усики, начиная с середины пятого членика чёрные[2].

| Аберрации           | Автор  | Описание |
| ------------------- | ------ | --- |
| R. b. ab. atripenne | Bedel  | От типичной формы отличается чёрными надкрыльями.                                                                                        |
| R. b. ab. aubei     | Pic    | От тип. ф. отличается более или менее тёмной серединой переднеспинки.                                                                    |
| R. b. ab. pici      | Kanabé | От тип. ф. отличается чёрным промежутком между глазами и теменем.                                                                        |
| R. b. ab. humerale  | Bedel  | От тип. ф. отличается синими надкрыльями с жёлтым пятном под плечом и широкой жёлтой перевязью, идущей вдоль передней половины эпиплевр. |

- R. b. var. glaucopterum (Schaller, 1783) (син: Cerambyx glaucopterus Schaller, 1783, Rhamnusium virgo var. glaucopterum (Schaller) Pesarini & Sabbadini, 1995)[1] — надкрылья часто буро-жёлтые, красно-жёлтые или красно-буро-жёлтые, значительная часть всех особой имеют такие надкрылья, поэтому эта форма не является простой аберрацией, возможно, это морфа. Окраска надкрылий является единственной чертой, которой этот вариетет отличается от типичной формы: тело жуков красно-жёлтое, среднегрудь и заднегрудь и усики, начиная с середины пятого членика, чёрные. Этот вариетет можно считать основным в цикле аберраций со светлыми надкрыльями[2].

| Аберрации             | Автор  | Описание |
| --------------------- | ------ | --- |
| R. b. ab. symmetricus | Kanabé | У жуков данной аберрации в отличие от R. b. var. glaucopterum над каждым глазом имеется тёмное пятно.                                                  |
| R. b. ab. capitali    | Pic    | В отличие от R. b. var. glaucopterum у данной аберрации чёрное темя, чёрно-синие пятно на надкрыльях у шва и чёрно-синей чершиной щитка.               |
| R. b. ab. ambustum    | Heyden | У особей данной аберрации в отличие от R. b. var. glaucopterum голова светлая, надкрылья с тёмной поперечной перевязью на основании и тёмной вершиной. |

- R. b. m. morpha Théry, 1894 (син: Rhagium gracilicorne Théry, 1894, Rhamnusium bicolor var. bergeri Villiers, 1978, Rhamusium gracilicorne (Théry) Villiers, 1978)[1] — от R. b. f. typica отличается прежде всего одноцветными светлыми и более тонкими усиками, менее глубоко выемчатыми глазами.  Окраска такая же как у представителей типичной формы, то есть жуки жёлто-красные, среднегрудь и заднегрудь чёрные, надкрылья синие, эпиплевры в первой трети жёлто-красные[2].

| Аберрации             | Автор           | Описание                                                                                             |
| --------------------- | --------------- | --- |
| R. b. ab. limbatum    | Pic             | От морфы отличается присутствием жёлтой краевой каймой на надкрыльях, которая идёт до самой вершины. |
| R. b. ab. occipitalis | Plavilistshikov | От морфы отличается чёрными всем теминем и передней половины затылка.                                |

В морфе выделяют вариетет R. b. var. rufotestaceum Pic (син: Rhamnusium gracilicorne var. rufotestaceum Pic), который по окраске напоминает R. b..
- R. b. var. rufotestaceum — в данном случае жуки красно-жёлтые, с чёрно среднегрудью и заднегрудью, буро-жёлтыми или красно-жёлтыми надкрыльями.

| Аберрации           | Автор | Описание                                                                    |
| ------------------- | ----- | --------------------------------------------------------------------------- |
| R. b. ab. inapicale | Pic   | От R. b. var. rufotestaceum отличается более или менее зачернённым теменем. |

Другие формы:
- Rhamnusium bicolor var. bischoffi Pic, 1947 (син: Rhamnusium bicolor var. nigripenns Podaný, 1950)
- Rhamnusium bicolor var. demaggii Tippmann, 1956 (син: Rhamnusium bicolor demaggii Tippmann, 1956)
- Rhamnusium bicolor var. salicis (Fabricius, 1787) (син: Callidium salicis Fabricius, 1787, Rhamnusium bicolor var. atripenne Bedel, Rhamnusium bicolor var. bedeli Villiers, 1978, Rhamnusium salicis (Fabricius) Audinet-Serville, 1835, Stenocorus salicis (Fabricius) Olivier, 1795)
- Rhamnusium bicolor ab. aeneomicans Tippmann, 1956